# Maria do Rosário Palma Ramalho
Maria do Rosário Valente Rebelo Pinto Palma Ramalho (Lisboa, 18 de setembro de 1960) é uma professora catedrática portuguesa que exerce atualmente o cargo de Ministra do Trabalho, Solidariedade e Segurança Social do XXIV Governo de Portugal liderado por Luís Montenegro. Exerceu docência de Ensino Superior na Faculdade de Direito da Universidade de Lisboa.

## Biografia
Nascida em Lisboa a 18 de setembro de 1960, é filha de Jaime Lemos Rebelo Pinto e de sua mulher Helena Maria Firmino Cansado Valente. É, ainda, irmã mais velha da escritora Margarida Rebelo Pinto, prima-irmã da atriz Catarina Wallenstein e do ator Pedro Granger, e sobrinha-11.ª-neta natural do 9.º Senhor de Unhão (título de juro e herdade) e 1.º Conde de Unhão, e do 1.º Conde de Vila Pouca de Aguiar.
Casou catolicamente no Cartaxo, em Pontével, a 27 de agosto de 1983 com António Manuel Palma Ramalho (18 de Setembro de 1960), licenciado em Direito (1983) pela Faculdade de Direito da Universidade Católica Portuguesa que, entre 2004 e 2006, desempenhou o cargo de Presidente do Conselho de Administração da CP – Comboios de Portugal, do qual tem duas filhas, Maria Inês Rebelo Pinto Palma Ramalho (7 de outubro de 1985), licenciada em Direito pela Faculdade de Direito da Universidade de Lisboa, advogada sénior associada, e Maria Leonor Rebelo Pinto Palma Ramalho (4 de abril de 1991), licenciada pela Faculdade de Arquitectura da Universidade de Lisboa, designer freelancer.
Licenciou-se em Direito pela Faculdade de Direito da Universidade Católica Portuguesa e tirou o mestrado e o doutoramento pela Faculdade de Direito da Universidade Clássica de Lisboa.
Professora catedrática na Faculdade de Direito da Universidade de Lisboa, foi também coordenadora científica de diversos projectos internacionais, nas áreas do Direito do Trabalho e do Direito da Igualdade, e, nesse âmbito, consultora da Comissão Europeia, do Parlamento Europeu e da Organização Internacional do Trabalho.
Após as eleições legislativas de 2024, foi convidada para integrar o XXIV Governo Constitucional de Portugal nas funções de Ministra do Trabalho, Solidariedade e Segurança Social.

## Publicações
- Rosário Palma Ramalho. A Economia Digital e a Negociação Colectiva. Lisboa, Portugal: Ministério do Trabalho, Solidariedade e Segurança Social - Centro de relações Laborais. 2019.
- Rosário Palma Ramalho; Isabel Vieira Borges. Código do Trabalho e Legislação Complementar, 7ª ed. (1ª ed., 2009). Lisboa, Portugal: AAFDL. 2018.
- Rosário Palma Ramalho. Tratado de Direito do Trabalho, II - Situações Laborais Individuais, 6ª ed. (1ª ed., 2006). Coimbra, Portugal: Almedina. 2016.
- Rosário Palma Ramalho. Tratado de Direito do Trabalho, I - Dogmática Geral, 4ª ed. (1ª ed., 2005). Coimbra, Portugal: Almedina. 2015.
- Rosário Palma Ramalho. Tratado de Direito do Trabalho, III – Situações Laborais Colectivas, 2ª ed. (1ª ed., 2012). Coimbra, Portugal: Almedina. 2015.
- Rosário Palma Ramalho. Portuguese Labour Law and Industrial Relations during the Crisis, ILO GOVERNANCE Working Paper No. 54. Geneva, Suiça: ILO. 2013.
- Rosário Palma Ramalho. Direito Social da União Europeia. Coimbra, Portugal: Almedina. 2009.
- Rosário Palma Ramalho. Negociação Colectiva Atípica. Coimbra, Portugal: Almedina. 2009.
- Rosário Palma Ramalho. Grupos Empresariais e Societários. Incidências Laborais. Coimbra, Portugal: Almedina. 2008.
- Rosário Palma Ramalho. Perspectivas Metodológicas do Direito do Trabalho. Coimbra, Portugal: Almedina. 2005.
- Rosário Palma Ramalho. Contrato de Trabalho na Administração Pública. Anotação à L. nº 23/2004, de 22 de Junho. Coimbra, Portugal: Almedina. 2005.
- Rosário Palma Ramalho. Estudos de Direito do Trabalho I. Coimbra, Portugal: Almedina. 2003.
- Rosário Palma Ramalho. Da Autonomia Dogmática do Direito do Trabalho. Coimbra, Portugal: Almedina. 2001.
- Rosário Palma Ramalho. Lei da Greve Anotada. Lisboa, Portugal: Lex. 1993.
- Rosário Palma Ramalho. Do Fundamento do Poder Disciplinar Laboral. Coimbra, Portugal: Almedina. 1993.